# Heinrich Löser (Landvogt)
Heinrich Löser († 1493) war ein kursächsischer Landvogt und Erbmarschall der Kursachsen.

## Leben
Er stammte aus dem im Kurkreis ansässig gewesenen Adelsgeschlecht Löser und ist der älteste Sohn des Geheimen Rats Hans Löser, der im Besitz des Erbmarschallamts im Kurfürstentum Sachsen war. Nach dem Tod des Vaters fielen Erbmarschallamt und das Familiengut Pretzsch (Elbe) an ihn. Dies war unter der Regierung des Kurfürsten Friedrich II. von Sachsen, dessen Landvogt er wurde.
Heinrich Löser hinterließ sieben Söhne, darunter Hans Löser († 1541), der das Erbmarschallamt übernahm.